# Estisch kampioenschap dammen
Het Estisch kampioenschap dammen is het damkampioenschap van Estland en wordt georganiseerd door de Estische dambond. 

## Tabel van de nummers 1, 2 en 3 vanaf 2011
| Jaar | Goud        | Zilver           | Brons             |
| ---- | ----------- | ---------------- | ----------------- |
| 2011 | Raido Värik | Raivo Rist       | Villem Lüüs       |
| 2012 | Raido Värik | Arno Uutma       | Raivo Rist        |
| 2013 | Argo Unnuk  | Riho Teinemaa    | Raivo Rist        |
| 2014 | Argo Unnuk  | Urmo Ilves       | Riho Teinemaa     |
| 2015 | Urmo Ilves  | Raivo Rist       | Arno Uutma        |
| 2016 | Urmo Ilves  | Konstantin Selli | Raivo Rist        |
| 2017 | Urmo Ilves  | Raivo Rist       | Andreas Jürgenson |
| 2018 | Urmo Ilves  | Argo Unnuk       | Villem Lüüs       |
| 2019 | Arno Uutma  | Konstantin Selli | Argo Unnuk        |
| 2020 | Argo Unnuk  | Villem Lüüs      | Raivo Rist        |